# Ю Ін Йон
Ю Ін Йон (кор. 유인영) — південнокорейська акторка.

## Біографія
Ю Хьо Мін народилася 5 січня 1984 року у столиці Республіки Корея місті Сеул. Взявши сценічне ім'я Ю Ін Йон вона розпочала свою акторську кар'єру у 2004 році з виконання епізодичних ролей та зйомок у рекламі. Її справжній дебют на телебаченні стався у наступному році коли вона отримала одну з головних ролей у серіалі «Loveholic». У наступні декілька років акторка переважно грала другорядні ролі у кіно та знімалася у серіалах виробництва KBS. Підвищенню популярності Ін Йон сприяли ролі у сімейній драмі «Дурна мама», романтичному серіалі «Маска» та одна з головних ролей у психологічному трилері «Погана поведінка». У 2018 році акторка зіграла одну з головних ролей у романтичному фільмі «Сир в пастці».

## Фільмографія

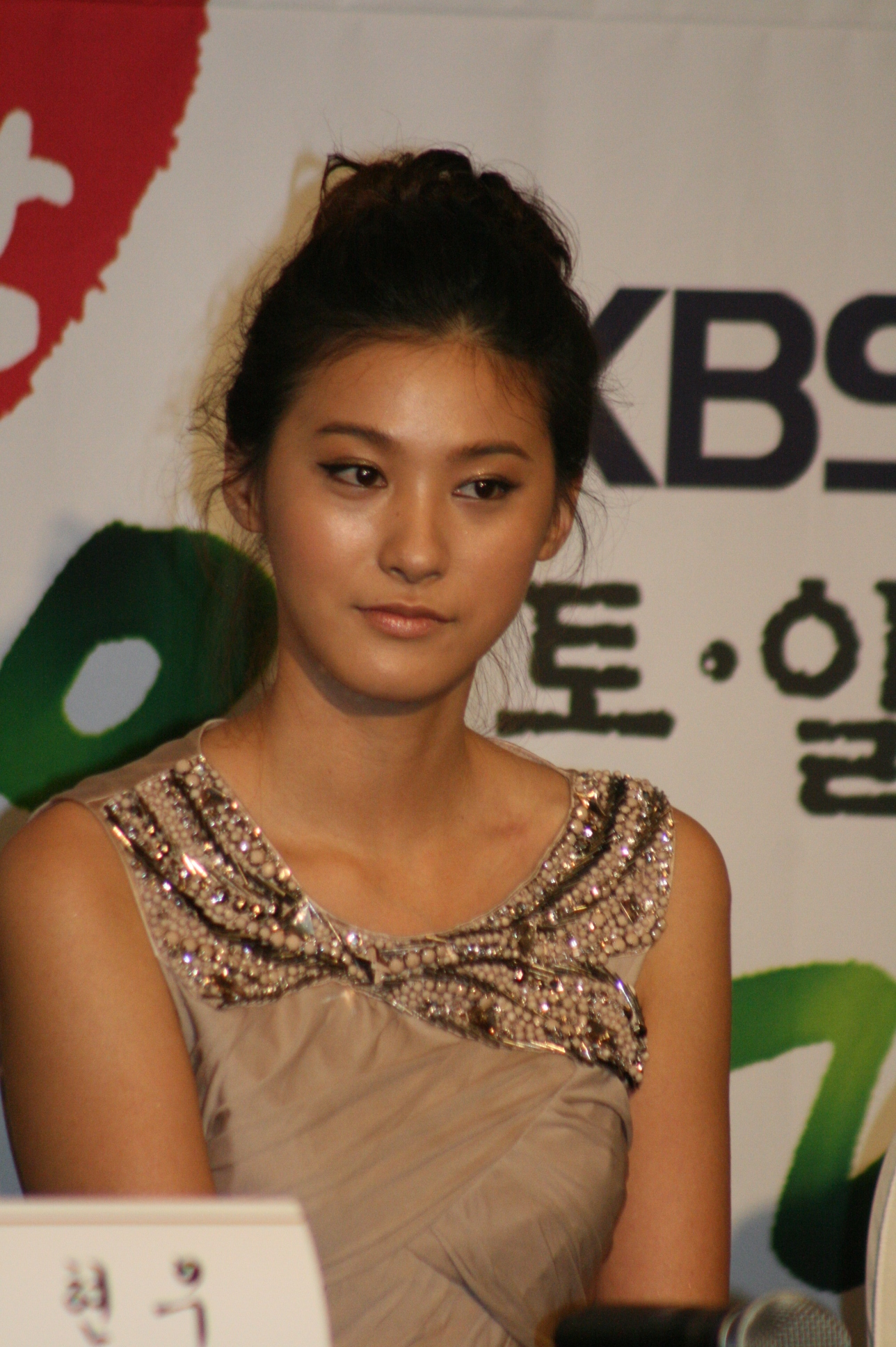
Ю Ін Йон у 2008 році

### Телевізійні серіали
| Рік       | Назва                                                | Роль                        | Мережа |
| --------- | ---------------------------------------------------- | --------------------------- | ------ |
| 2005      | «О! Сара» (спеціальна драма)                         | Сара                        | KBS2   |
| 2005      | «Loveholic»                                          | Юн Ча Кьон                  | KBS2   |
| 2006      | «Снігова королева»                                   | Лі Син Рі                   | KBS2   |
| 2007      | «Чо Йон Піль в наших спогадах» (спеціальна драма)    | Чхан Чжу                    | KBS2   |
| 2007      | «Я ненавиджу тебе, але це добре»                     | Бон Су А                    | KBS1   |
| 2008      | «Мій дорогоцінний ти»                                | Пек Се Ра                   | KBS2   |
| 2010      | «Всемогутній чоловік»                                | Чан Мі                      | MBC    |
| 2011      | «Ідеальний шпигун» (спеціальна драма)                | Лі Мін Чон                  | KBS2   |
| 2011      | «Ти тут, ти тут, ти справді тут»                     | Кім Се Бом                  | MBN    |
| 2012      | «Дурна мама»                                         | О Чхе Рін                   | SBS    |
| 2012      | «Мій чоловік має сім'ю»                              | Ю Сін Хє (камео)            | KBS2   |
| 2013      | «Рекламний геній Лі Те Бек»                          | Хан Бьоль (камео)           | KBS2   |
| 2013      | «Чудова мама»                                        | Лі Су Чжін                  | SBS    |
| 2013      | «Пам'ять у моєму старому гаманці» (спеціальна драма) | Хан Чі У                    | KBS2   |
| 2013      | «Дивне спільне проживання» (спеціальна драма)        | Кім Шин Є                   | KBS2   |
| 2013      | «Імператриця Кі»                                     | Йон Бісу                    | MBC    |
| 2013      | «Мій коханий родом з зірки»                          | Хан Ю Ра (гість, 2-4 серії) | SBS    |
| 2014      | «Три мушкетери»                                      | Чо Мі Рьон                  | tvN    |
| 2014      | «4-й» (фестивальна драма)                            | Комджа                      | MBC    |
| 2015      | «Маска»                                              | Че Мі Йон                   | SBS    |
| 2015      | «О, моя Венера»                                      | О Су Чжін                   | KBS2   |
| 2016      | «Бувай містер Блек»                                  | Юн Ма Рі                    | MBC    |
| 2017-2018 | «Моє золоте життя»                                   | Чан Со Ра                   | KBS2   |
| 2018      | «Тримай мене міцніше»                                | Сін Да Хє                   | MBC    |
| 2020      | «Хороший кастинг»                                    | Ім Є Ин / Ім Чон Ин         | SBS    |
| 2022      | «Божевільне кохання»                                 | Пек Су Йон                  | KBS2   |

### Фільми
| Рік  | Назва                                     | Роль                                |
| ---- | ----------------------------------------- | ----------------------------------- |
| 2004 | «Шпигунка»                                | Ву Вольран                          |
| 2006 | «Грізний»                                 | Хан Мі Ре                           |
| 2008 | «Божевільне очікування»                   | Кан Чіна                            |
| 2008 | «Що батько, що син»                       | Марі                                |
| 2010 | «Пам'ятаю, коли» (Короткометражний фільм) | вчитель фортепіано                  |
| 2011 | «Піаніно на морі»                         | Ин Су                               |
| 2012 | «Дощ та дощ»                              | Чі Ин                               |
| 2013 | «Королева ночі»                           | дівчина на побаченні всліпу (камео) |
| 2015 | «Ветеран»                                 | Чон Да Хе                           |
| 2016 | «Погана поведінка»                        | Чу Хе Йон                           |
| 2017 | «Будинок зниклих»                         | камео                               |
| 2018 | «Сир в пастці»                            | Пек Ін Ха                           |

### Кліпи
- We Were in Love (Лін[en], 2004 рік)
- Two Love (g.o.d[en], 2005 рік)
- Don't Blame Him (Wax[en], 2005 рік)
- Deep Black (M To M, 2007 рік)
- Lalala (SG Wannabe[en], 2008 рік)
- Chewed Gum (Чхон Рім, 2009 рік)
- Punishment (Но Чі Хун[en], 2012 рік)

## Нагороди
| Рік  | Нагорода                                   | Категорія                                                                    | Робота                           | Результат | Прим.  |
| ---- | ------------------------------------------ | ---------------------------------------------------------------------------- | -------------------------------- | --------- | ------ |
| 2007 | 21-ша Премія KBS драма                     | Нагорода за майстерність (акторки Спеціальної / HDTV Novel/ Одноактної драми | «Чо Йон Піль в наших спогадах»   | Перемога  | [ 6 ]  |
| 2007 | 21-ша Премія KBS драма                     | Краща нова акторка                                                           | «Я ненавиджу тебе, але це добре» | Номінація | [ 6 ]  |
| 2008 | 44-та Премія мистецтв Пексан               | Краща нова акторка телебачення                                               | «Я ненавиджу тебе, але це добре» | Номінація |        |
| 2011 | 33-тя Премія Золотий кінематограф          | Кращий короткометражний фільм                                                | «Пам'ятаю, коли»                 | Перемога  |        |
| 2011 | 25-та Премія KBS драма                     | Нагорода за майстерність (акторки Спеціальної / HDTV Novel/ Одноактної драми | «Ідеальний шпигун»               | Номінація |        |
| 2012 | 20-та Премія Корейської культури та розваг | Нагорода за майстерність (акторка драми)                                     | «Дурна мама»                     | Перемога  |        |
| 2012 | Премія SBS драма                           | Спеціальна нагорода (акторки у щоденній / вихідного дня драмі)               | «Дурна мама»                     | Номінація |        |
| 2013 | 8-й Азійський модельний фестиваль          | Нагорода Fashionista                                                         | Н/Д                              | Перемога  | [ 7 ]  |
| 2013 | 2-га Премія «Зірок МААТР»                  | Краще вбрання                                                                | «Чудова мама»                    | Перемога  | [ 8 ]  |
| 2015 | 4-та Премія «Зірок МААТР»                  | Популярна зірка (акторки)                                                    | «Маска»                          | Перемога  | [ 9 ]  |
| 2015 | 23-тя Премія SBS драма                     | Спеціальна нагода для акторок спеціальних драм                               | «Маска»                          | Перемога  | [ 10 ] |
| 2017 | 22-га Премія мистецького кіно Chunsa       | Краща акторка другого плану                                                  | «Погана поведінка»               | Перемога  | [ 11 ] |
| 2017 | Премія Блискучих зірок Корейського кіно    | Нагорода за популярність                                                     | «Погана поведінка»               | Перемога  | [ 12 ] |
| 2017 | 26-та Кінопремія Буїль                     | Краща акторка другого плану                                                  | «Погана поведінка»               | Номінація |        |